# Ciudad Bolívar (Antioquia)

Bandeira de Ciudad Bolívar.

Localização de Ciudad Bolívar, no departamento de Antioquia.

Ciudad Bolívar é uma cidade e município da Colômbia, no departamento de Antioquia. Possui uma população de 28.466 habitantes. Sua base econômica é o comércio, agricultura e mineração.

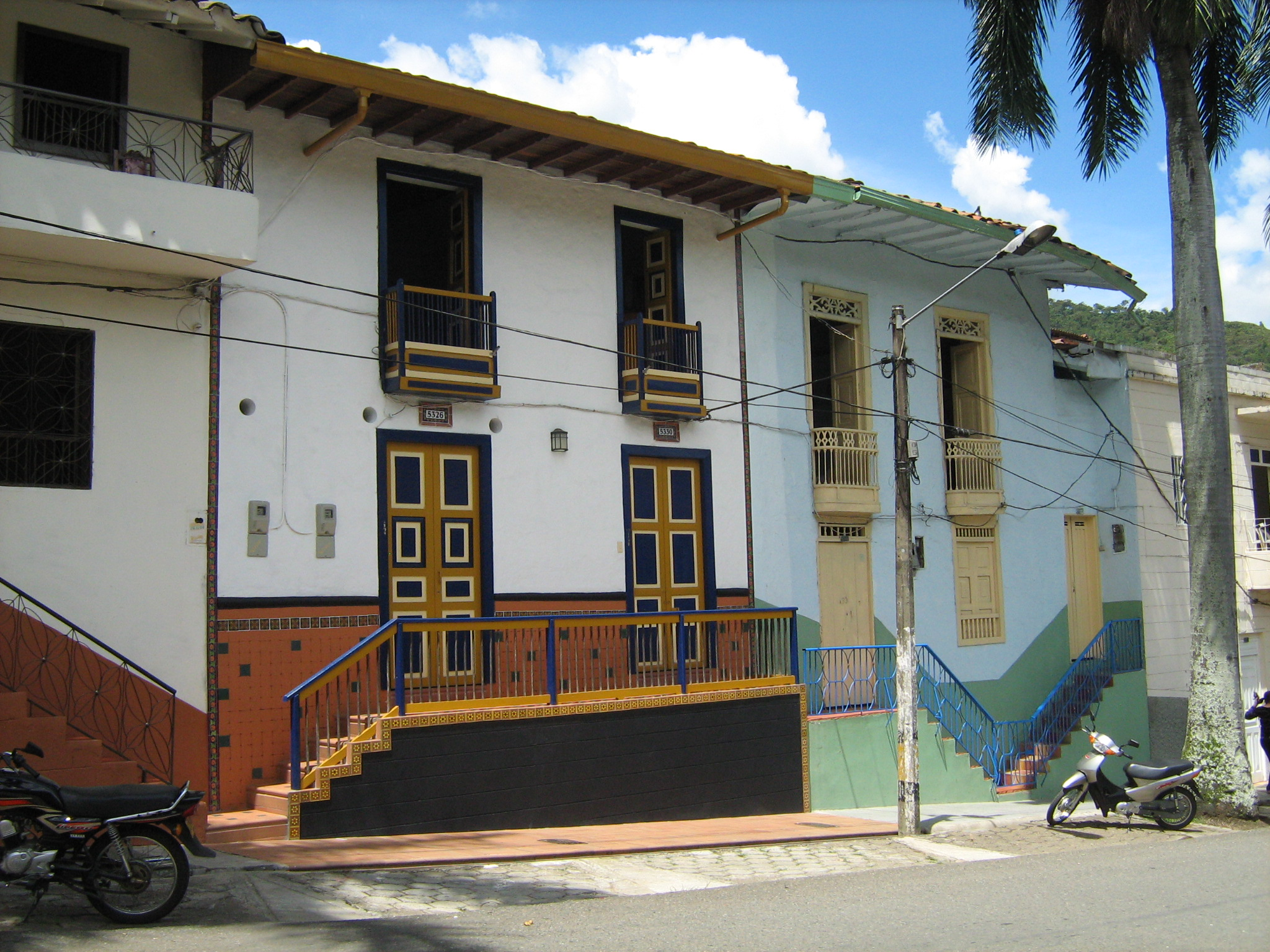
Casas em Ciudad Bolívar.